# Convento de San Lamberto
El convento de San Lamberto fue un convento situado a media legua de Zaragoza, en el camino de Navarra. 
Este convento fue fundado en el año 1522, según se colige de las letras dadas por el emperador Carlos V en Valladolid, a 28 de noviembre del mismo año. Fue derruido en la guerra de la Independencia. Su iglesia era de una nave, de arquitectura gótica y de un mérito sin igual en su clase. 
Restituido en el año 1814 el Gobierno legítimo, los religiosos tuvieron que albergarse en la casa hospicio, que tenían dentro de la ciudad, sita al final de la calle Castellana, en dirección a la plaza del Portillo, donde abrieron un pequeño oratorio para el culto y en ella permanecieron hasta la supresión general en 1835.